# Rayville (Missouri)
Rayville è una CDP degli Stati Uniti d'America, situato nello Stato del Missouri, nella contea di Ray.